# Markus Schmidt (slittinista)
Markus Schmidt (Innsbruck, 23 ottobre 1968) è un ex slittinista austriaco.

## Biografia
Iniziò a gareggiare per la nazionale austriaca nelle categorie giovanili nelle specialità del singolo e del doppio, ottenendo una medaglia di bronzo nel doppio ai campionati mondiali juniores in coppia con Robert Manzenreiter a Bludenz 1984.
A livello assoluto esordì in Coppa del Mondo nella stagione 1990/91, gareggiando sia nel singolo che nel doppio in coppia con Gerhard Gleirscher, ma dopo i Giochi di Albertville 1992 abbandonò quest'ultima specialità per dedicarsi esclusivamente al singolo. Conquistò il primo podio il 16 dicembre 1990 nel singolo a Sarajevo (3°) e la sua unica vittoria il 5 dicembre 1993 sempre nel singolo a Sigulda.
Prese parte a due edizioni dei Giochi olimpici invernali: ad Albertville 1992 concluse in settima posizione nel doppio e conquistò la medaglia di bronzo nel singolo ed a Lillehammer 1994 giunse decimo nel singolo.
Ai campionati mondiali ottenne una medaglia d'oro ed una d'argento nelle gare a squadre. Nelle rassegne continentali conquistò due medaglie d'argento ed una di bronzo nelle gare a squadre ed un'altra di bronzo nel singolo.

## Palmarès

### Olimpiadi
- 1 medaglia:
  - 1 bronzo (singolo ad Albertville 1992).

### Mondiali
- 2 medaglie:
  - 1 oro (gara a squadre ad Altenberg 1996);
  - 1 argento (gara a squadre a Winterberg 1991).

### Europei
- 4 medaglie:
  - 2 argenti (gara a squadre a Winterberg 1992; gara a squadre a Sigulda 1996);
  - 2 bronzi (gara a squadre a Königssee 1994; singolo a Sigulda 1996).

### Mondiali juniores
- 1 medaglia:
  - 1 bronzo (doppio a Bludenz 1984).

### Coppa del Mondo
- 3 podi (tutti nel singolo):
  - 1 vittoria;
  - 2 terzi posti.

#### Coppa del Mondo - vittorie
| Data            | Luogo   | Paese    | Disciplina |
| --------------- | ------- | -------- | ---------- |
| 5 dicembre 1993 | Sigulda | Lettonia | Singolo    |